# Georges Cordey
Georges Cordey (* im 19. oder 20. Jahrhundert in Romont; † 3. Mai 1952 in Neuchâtel) war ein Schweizer Motorradrennfahrer.

## Karriere
Cordey begann seine sportliche Laufbahn im Radsport. 1929 wechselte er zum Motorradsport und gewann bereits im Jahr darauf auf Condor in der Klasse bis 250 cm³ Hubraum seinen ersten Titel in der Schweizer Motorrad-Strassenmeisterschaft. Bis zum Ausbruch des Zweiten Weltkrieges sammelte er vier oder fünf weitere nationale Titel sowie zahlreiche Siege bei nationalen Rennen.
International trat Cordey besonders 1938 mit seinem Sieg beim Halbliterlauf um den 18ème Grand Prix de l’UMF auf dem Circuit de la Promenade des Anglais in Nizza in Erscheinung. Das Rennen zählte zur Motorrad-Europameisterschaft 1938, in der er am Saisonende den fünften Gesamtrang in der 500-cm³-Klasse erreichte.
Nach Ende des Zweiten Weltkrieges setzte Cordey seine Karriere fort. Beim 16. Grossen Preises der Schweiz am 7. und 8. Juni 1947 auf der Bremgarten-Rundstrecke bei Bern, bei dem auch die Titel in der Motorrad-Europameisterschaft 1947 ausgefahren wurden, errang er im 350er-Lauf hinter Fergus Anderson (Velocette) und Charles Beischer (Norton) Rang drei. 1949 und 1950 folgten weitere Schweizer Meistertitel. Mit sieben oder acht Titeln er bis heute Rekordtitelträger der Schweizer Strassenmeisterschaft.
In der ab 1949 ausgeschriebenen Motorrad-Weltmeisterschaft startete Cordey sporadisch. Sein bestes WM-Resultat erzielte er mit Rang sieben beim 500-cm³-Lauf um den Großen Preis der Schweiz 1950.
Georges Cordey verunglückte am 3. Mai 1952 während einer Probefahrt mit dem Motorrad eines Kunden bei einem Verkehrsunfall in Neuchâtel tödlich.

## Statistik

### Erfolge
- 1930 – Schweizer 250-cm³-Meister auf Condor[2][3]
- 1932 – Schweizer 250-cm³-Meister auf Condor[2][3]
- 1933 – Schweizer 500-cm³-Meister auf Condor[2][3]
- 1934 – Schweizer 500-cm³-Meister auf Norton[2][3]
- 1936 – Schweizer 500-cm³-Meister auf Norton[2][3]
- 1938 – Schweizer 500-cm³-Meister auf Norton[3]
- 1949 – Schweizer 500-cm³-Meister auf Norton[2][4]
- 1950 – Schweizer 500-cm³-Meister auf Norton[2][4]

### In der Motorrad-Weltmeisterschaft
| Saison | Klasse  | Motorrad           | Rennen | Siege | Zweiter | Dritter | Schn. Runden | Punkte | Ergebnis |
| ------ | ------- | ------------------ | ------ | ----- | ------- | ------- | ------------ | ------ | -------- |
| 1949   | 500 cm³ | Norton             | 1      | –     | –       | –       | –            | 0      | –        |
| 1950   | 500 cm³ | Norton / Velocette | 2      | –     | –       | –       | –            | 0      | –        |
| 1951   | 500 cm³ | Norton             | 1      | –     | –       | –       | –            | 0      | –        |

## Verweise